# Aplocheilus dayi
Aplocheilus dayi és una espècie de peix de la família dels aploquèilids i de l'ordre dels ciprinodontiformes.

## Morfologia
Els mascles poden assolir els 9 cm de longitud total.

## Distribució geogràfica
Es troba a Àsia: és endèmic de Sri Lanka però també es troba a l'Índia i a Malàisia.